# 1ばんスクラム!!
『1ばんスクラム!!』（いちばんスクラム）は、一部フジテレビ系列局で放送されていたバラエティ番組。ハイビジョン制作。製作局のフジテレビでは2009年10月14日から2010年3月17日まで、『メディア工房』第2部の番組として放送。

## 内容
月曜深夜の『登龍門』で放送されていた『ふくらむスクラム!!』のリニューアル版で、コントのコーナーとロケなどのコーナーによって構成。メンバーは、前身番組のメンバーにお笑い以外の女性芸能人2名が加わった。
番組の終了後、さらなるリニューアル版の制作は行われず、片岡飛鳥班制作の深夜番組は月曜 - 水曜に放送の『フジ算』へと引き継がれた。少年少女、ヒカリゴケ、オレンジサンセットが解散するなど、『はねるのトびら』と比べるとメンバーのその後は伸び悩んだ。しかしニッチェが『ゴゴスマ』コメンテーターや『ヒルナンデス!』レギュラー出演を果たしたことを皮切りに、かまいたちは『キングオブコント』2017優勝、しゃもじは『じわじわチャップリン』の2016年度チャンピオン大会優勝、THE SECOND ～漫才トーナメント～ 2024に決勝進出を果たし、オレンジサンセット解散後、メンバーだった岡田康太が自身のYouTubeチャンネル『岡田を追え!!』でチャンネル登録者数64万人を記録するなど、2010年代半ば頃からやや遅咲きの出世を次々と果たすようになる。

## 出演者

### 波十六楽坊（ レギュラー）
- オレンジサンセット（岡田康太・下村達也） -メインキャスト
- 少年少女 （坂口真弓・阿部磨有香）
- かまいたち（山内健司・濱家隆一）
- ヒカリゴケ（国沢一誠・片山裕介）
- しゃもじ（たーにー・しゅうごパーク）
- ニッチェ（江上敬子・近藤くみこ）
- 前田敦子（AKB48、当時）
- 小森純（Popteenモデル）

## 主な企画

### コント
- 天使のタマゴ（少年少女、かまいたち） - 自殺しようとする男（濱家）を天使のタマゴ（阿部、坂口）が助けようとする。天使は毎回天使にちなんだ曲を歌いながら入ってくる。酔っ払いの男（山内）が窓を勝手に開けて絡んでくる。山内が勢いよく窓を閉めすぎるのでセットの窓が割れるというハプニングが起こった。
- 伝令係・谷（かまいたち、しゃもじ、国沢、下村） - 野球の試合中にピンチになり、監督（山内）が伝令を送るのだが、部員は10人で、ベンチに残っているのは控え選手の谷（たーにー）だけ。飛びぬけて馬鹿の谷がマウンドに集まる選手（濱家、国沢、下村、しゅうごパーク）に様々な伝令をするコント。
- 過剰女子 華嬢麗子（江上、少年少女、山内、片山、前田） - 『ふくらむスクラム!!』でOLと上司の設定だったものを学生に変更（新たに前田が加わった関係と思われる）。男子（山内、片山）がクラスメイトの前田にかけた言葉に対し過剰に反応する女子たち（江上、坂口、阿部）の様子を描く。女子は男子から前田を守る立場として振舞っているが、彼女達から出てくる言葉は明らかに前田に対する悪口である。
- 引退〜男の引き際〜（たーにー、岡田、山内、近藤） - すし屋の大将（たーにー）が見習い（岡田）に引退することを告げるが、その引退理由が様々。その模様を見ている酔っ払い（山内）と飲み屋の姉ちゃん（近藤）のやり取りもクローズアップしていた。
- 帰ってきた!鉄腕オカダクン（岡田、かまいたち、坂口、小森） - お山の内博士研究所で、人型ロボット「オカダクン（岡田）」に毎回新しい機能を搭載しているお山の内博士（山内）と、それを見に遊びに来る子供たち（濱家、坂口、小森）のコント。搭載される新しい機能は体を張ったものばかりでロボットのオカダクンも拒むものの、新しい機能が成功すれば「グラビアアイドル和希沙也グッズ」を貰えると分かり、すかさずやってしまう。
- Tarnie Chaplin（たーにー）
- 円周率のアベさん（阿部、国沢）
- 家口荘子さん-アラフォーの欲求-（坂口）
- スカーット・ヨハンソン（坂口、山内、オレンジサンセット、片山、たーにー）
- 聞き取りづら夫（山内、ニッチェ、下村）
- ひびきすぎ夫（かまいたち、ヒカリゴケ、近藤、下村、阿部、小森） - 濱家が友達を連れて怪談話ライブに来たが、そこで話し手（山内）がマイクを使って怪談話を始めると、マイクが響きすぎて何を言っているのかが聞き取れない。
- PaPaTree（片山、しゅうごパーク、小森、江上、山内） - 海外ドラマ風連続コント。お父さん（しゅうご）の汗がかかった苗木が成長し、意志を持ったPapaTree（片山）になったことから様々な事件が展開された。

### コーナー
- 新宿2丁目MORNING REPORT 2009（オレンジサンセット、少年少女）
- 1っティムど〜れだ?（オレンジサンセット、少年少女、小森、山内） - 街ゆく女の子の中から1番高いアイテムをあてるコーナー。MCは下村、アシスタントは小森純。解答者はあべうの（阿部）、山内ブリトニー（山内）、ピーコ岡田（岡田）。不正解者はドン坂口（坂口）から『Popteen』（雑誌）で叩かれる。
- 1ばん劇場（小森、芸人1組） - 毎回レギュラー芸人1組がネタを披露するコーナー。1ばん劇場支配人（小森）が芸人とトークした後、ネタを披露する。
- AKB48前田敦子 6時間遅刻の真相（前田、少年少女、かまいたち、オレンジサンセット）
- あっちゃん動画（前田敦子、濱家）
- 今日のエンディング（出演者全員） - 出演者全員でトークをする。
- じゅーはっさいしょうねん（しゅうごパーク、岡田）
- 森ガールの集い（かまいたち、オレンジサンセット、ヒカリゴケ、しゃもじ）

## スタッフ
- 構成：榊暁彦、堀江B面、荻巣しぐれ、永井ふわふわ、緋瑠川希
- ナレーション：中村光宏（フジテレビアナウンサー）
- SW：宮崎健司
- カメラ：小出豊（ST）、宮本直也（LOC）
- VE：土井理沙
- 音声：加瀬悦史
- 照明：西野大介（FLT）
- 音響効果：松長芳樹（デジタルサーカス）
- 編集：渕真悟（ミディアルタ）
- MA：鈴木久美子（IMAGICA）
- 美術プロデューサー：桐山三千代
- デザイン：斎田崇史
- 美術進行：村瀬大
- 大道具：松本達也
- 装飾：岡田寿也
- アクリル装飾：斉藤祐介
- メイク：宮崎香
- かつら：俵木知美
- 衣裳：珍田愉華
- 持道具：後藤綾
- オープニングテーマ：「JUMP!JUMP!!JUMP!!!」 難波章浩（N-STANDARD）
- TK：海老澤庸子
- 編成：大川友也
- 広報：鈴木麻衣子
- AP：大平智恵
- デスク：斉藤真理子
- 技術協力：ニユーテレス
- Special Thanks：秋元康、Popteen
- 企画：片岡飛鳥
- プロデューサー：中嶋優一
- ディレクター：池田哲也
- 演出：当麻晋三
- 制作著作：フジテレビ

## ネット局・放送時間
| 放送対象地域 | 放送局                 | 放送時期                       | 放送時間           | 放送系列       | 備考                   |
| ------------ | ---------------------- | ------------------------------ | ------------------ | -------------- | ---------------------- |
| 関東広域圏   | フジテレビ (CX)        | 2009年10月14日 - 2010年3月17日 | 水曜 26:08 - 26:38 | フジテレビ系列 | 製作局                 |
| 静岡県       | テレビ静岡 (SUT)       | 2009年10月26日 - 2010年3月29日 | 月曜 24:35 - 25:05 | フジテレビ系列 | 12日遅れ               |
| 近畿広域圏   | 関西テレビ (KTV)       | 2009年10月26日 - 2010年4月5日  | 月曜 25:00 - 25:30 | フジテレビ系列 | 12日遅れ（放送開始時） |
| 福岡県       | テレビ西日本 (TNC)     | 2009年10月28日 - 2010年3月24日 | 水曜 25:40 - 26:10 | フジテレビ系列 | 14日遅れ（放送開始時） |
| 広島県       | テレビ新広島 (TSS)     | 2009年11月2日 - 2010年4月12日  | 月曜 25:00 - 25:30 | フジテレビ系列 | 19日遅れ（放送開始時） |
| 山形県       | さくらんぼテレビ (SAY) | 2009年11月3日 - 2010年4月6日   | 火曜 25:08 - 25:38 | フジテレビ系列 | 20日遅れ               |
| 宮城県       | 仙台放送 (OX)          | 2009年11月6日 - 2010年3月19日  | 金曜 25:05 - 25:35 | フジテレビ系列 | 23日遅れ、途中打ち切り |
| 秋田県       | 秋田テレビ (AKT)       | 2009年11月21日 - 2010年4月24日 | 土曜 25:35 - 26:05 | フジテレビ系列 | 38日遅れ               |
| 沖縄県       | 沖縄テレビ (OTV)       |                                | 不定期放送         | フジテレビ系列 |                        |

## DVD
- 1ばんふくらむスクラム!! （2010年8月18日発売、ポニーキャニオン） - 本番組および前身番組『ふくらむスクラム!!』からの選り抜き映像を収録。